# Cajueiro-japonês
Também conhecida como bananinha-do-japão, caju-do-japão, chico-magro, gomari, passa-do-japão, passa-japonesa, pé-de-galinha, uva-da-china, uva-do-japão e uva-japonesa. Hovenia dulcis é o nome científico desta árvore caducifólia pertencente a família das ramnáceas, chega a atingir cerca de 25 metros de altura e é nativa da China, Coreia e Japão. Prefere climas subtropicais e temperados, mas é capaz de tolerar o clima tropical. Porém, seu plantio em regiões semiáridas não é recomendado pois seu crescimento pode ser prejudicado.
Caracteriza-se pela sua copa globosa e de grandes dimensões. A casca é lisa a levemente fissurada, de cor pardacenta ou cinza-escura. As folhas são ovais, verdes, brilhantes, de disposição alterna e caem no outono e inverno. As suas flores surgem no verão e são esbranquiçadas, hermafroditas, de pequenas dimensões e muito numerosas. Os frutos são cápsulas globosas e secas sustentados por um pedúnculo carnudo, doce e vermelho quando gelado. Cada cápsula contém de 2 a 4 sementes avermelhadas quando recentemente colhidas e castanhas com o passar do tempo. É utilizado como planta medicinal para tratamento de ressaca e alcoolismo. Sua madeira é apreciada por ser de boa qualidade. É utilizada na produção de geleia, como árvore ornamental, como quebra-vento e na consorciação com abelhas para a produção de mel.

## Sinonímia botânica
↑ A planta tem, ainda, sido designada botanicamente como:
- Hovenia inaequalis, DC.
- Hovenia dulcis var. latifolia, Nakai ex Kimura
- Hovenia dulcis var. glabra, Makino

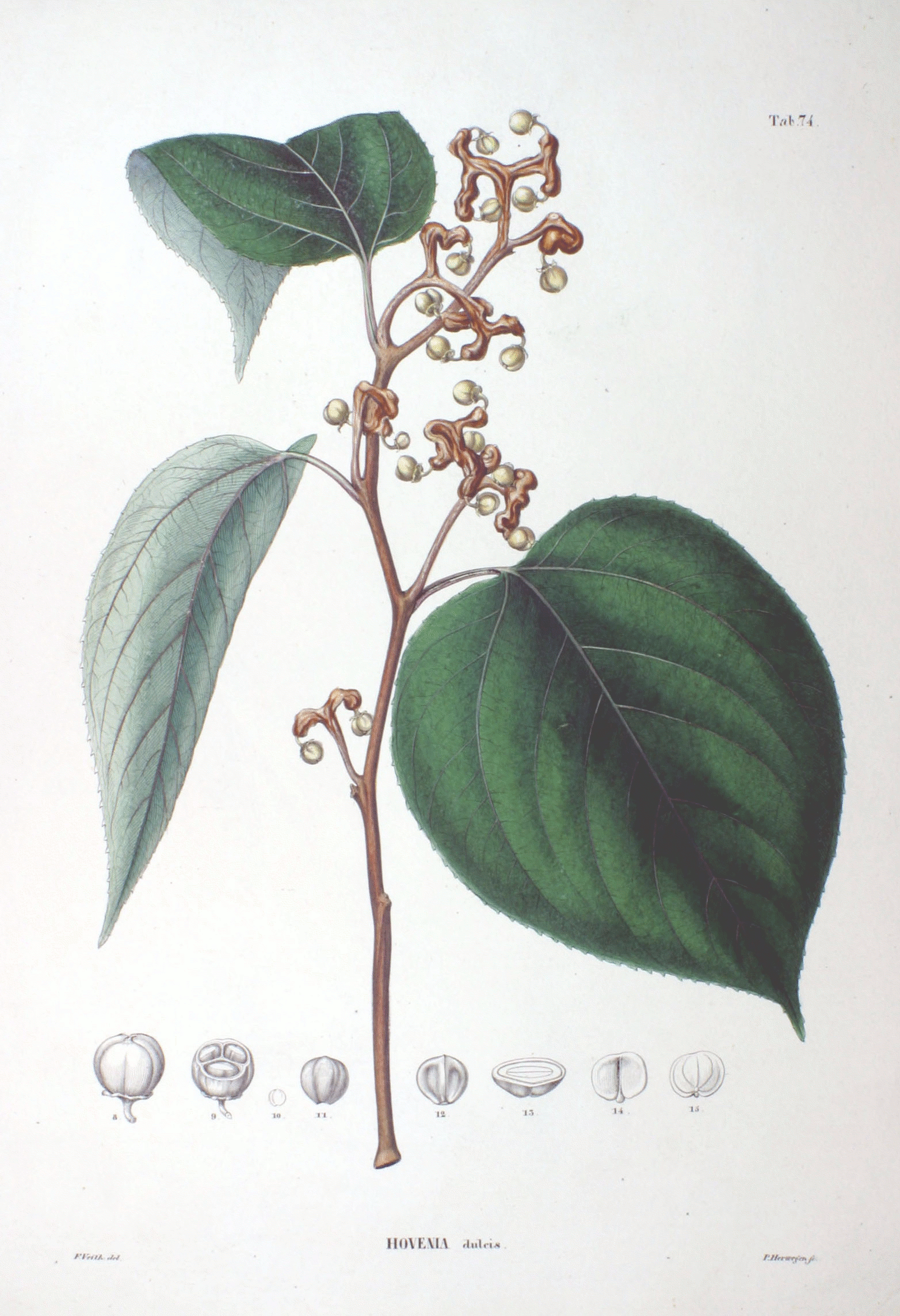
Imagem de Flora Japonica por Philipp Franz von Siebold e Joseph Gerhard Zuccarini